# Tasovice (district de Znojmo)
Pour les articles homonymes, voir Tasovice.
Tasovice (en allemand : Tasswitz) est une commune du district de Znojmo, dans la région de Moravie-du-Sud, en République tchèque. Sa population s'élevait à 1 375 habitants en 2020.

## Géographie
Tasovice est arrosée par la Dyje, un affluent de la Morava, et se trouve à 8 km à l'est-sud-est de Znojmo, à 52 km au sud-ouest de Brno et à 186 km au sud-est de Prague.
La commune est limitée par Těšetice et Bantice au nord, par Práče, Hodonice et Krhovice à l'est, par Strachotice au sud, par Znojmo au sud-ouest, et par Dyje au nord-ouest.

## Histoire
La première mention écrite de la localité date de 1234.

## Personnalités
- Johann Jahn (1750-1817), orientaliste et théologien catholique allemand
- Clément-Marie Hofbauer (1751-1820) rédemptoriste canonisé